# Орехово-Зуевский район
Оре́хово-Зу́евский райо́н — упразднённая административно-территориальная единица (район) в Московской области РСФСР и современной России (1929—2018) и одноимённое бывшее муниципальное образование (муниципальный район, 2006—2018).
Административным центром был город Орехово-Зуево, который как город областного подчинения не входил в состав района в 1930—1931 и 1939—2018 гг.
В январе 2018 года часть территории муниципального района вошла в городской округ Орехово-Зуево, другая часть — в новый городской округ Ликино-Дулёво. Административно-территориальный район также упразднён, его территория была разделена между двумя городами областного подчинения с административной территорией: Орехово-Зуево и новообразованным Ликино-Дулёво. 1 апреля 2019 года оба городских округа объединены в Орехово-Зуевский городской округ.

## География
Площадь района составляла к 2016 году составляла 1821 км².
Район граничил с Петушинским районом Владимирской области, а также с Павлово-Посадским, Егорьевским, Воскресенским, Раменским и Шатурским районами Московской области.
Рельеф — всхолмлённая равнина со средней высотой 130 м над у. м. с понижением к реке Клязьма (к 112 м), обширным плоским (120 м) заболоченным участком на северо-востоке, высокими (до 170 м) холмами с резкими перепадами (ок. 20 м/км) на востоке (участок Мещёрского хребта) и балками (до 140 м) на западе и юго-западе с понижением к реке Нерской (110 метров).
Климат, растительность и животный мир — в целом характерные для Мещёрской низменности.

### Гидрография
Крупнейшая река района — Клязьма, многочисленные её притоки: Вырка, Дрезна, Сеньга, Большая Дубна и её притоки Малая Дубна, Сафониха и Мысовка. К бассейну Москвы-реки относятся реки Нерская и её притоки Гуслица, Вольная, Понорь и Оботь.
Основные озёра области: старое русло Клязьмы — озеро Малиновское, озеро Жаркое, Ольтовское, Горбатое, Белое. Большинство озёр болотные, зарастающие.
В районе огромные массивы болот из них крупнейшие находятся на севере и северо-востоке района.
В XIX—XX вв. внесены сильные изменения — в целях хозяйственного использования торфяных почв, защиты от подтоплений и выработки торфа проведены многочисленные мелиоративные каналы, спрямлены русла рек. После выработки торфяных залежей и последующего старения заброшенной мелиоративной сети образованы многочисленные водоёмы.

### Природные ресурсы
Из почв наиболее распространёнными являются подзолисто-болотные и дерново-подзолистые, при должном уходе некоторую ценность могут представлять болотные торфяные почвы на северо-востоке. Ценные для района серые лесные почвы залегают на юго-западе и небольшими площадями на западе.

#### Минеральные ресурсы
Район обладает значительными запасами торфа — до 15 млн тонн, качественных каолиновых и кирпичных глин и строительных песков.

## История
5 января 1921 года постановлением ВЦИК был образован Орехово-Зуевский уезд, включивший 15 волостей. Уезд занимал около 7 % территории Московской губернии и был третьим по численности населения (в 1923 году здесь проживало 163 495 человек). В 1929 году в ходе административно-территориальной реформы губернии были реорганизованы в области, уезды в районы, а волости были упразднены.
12 июля 1929 года был образован Орехово-Зуевский район Орехово-Зуевского округа Московской области. Райцентр город Орехово-Зуево при этом вскоре был исключён из состава района: с 27 августа 1930 года по 16 мая 1931 года он имел статус города областного подчинения.
Первоначально в состав района (помимо города Орехово-Зуево в 1929—1930 и 1931—1939 гг.) вошли город Покров; рабочие посёлки Дрезна, Дулёво и Ликино, а также сельсоветы бывшего Орехово-Зуевского уезда:
- из Запонорской волости: Коротковский
- из Кудыкинской волости: Горский, Губинский, Дровосецкий, Емельяновский, Ионовский, Кабановский, Язвищенский
- из Покровской волости: Больше-Дубенский, Войновогородский, Глубоковский, Головинский, Городищинский, Горочковский, Дубровский, Ивановский, Килекшинский, Киржачский, Мало-Дубенский, Марковский, Молодинский, Морочковский, Перепечинский, Перновский, Слободский, Теперковский
- из Теренинской волости: Дрезненский, Коровинский, Севостьяновский, Юркинский
- из Фёдоровской волости: Барск-Дубровский, Демиховский, Ожерелковский, Фёдоровский
- из Яковлевской волости: Саввинский, Федотовский, Яковлевский.

10 января 1930 года был образован р.п. Городищи, а Городищинский с/с упразднён.
28 февраля 1930 года Постановлением ВЦИК село Городищи Ореховского района Орехово-зуевского округа Московской области отнесено к категории рабочих поселков.
20 ноября 1930 года Постановлением ВЦИК рабочие поселки Ореховского района Московской области Ликино и Дулево объединены в один поселок Ликино-Дулёво.
10 июля 1933 года из упразднённого Шатурского района в Орехово-Зуевский были переданы Арининский, Белавинский, Васютинский, Гребчихинский, Дорофеевский, Филипповский и Халтуринский с/с.
22 марта 1934 года Гребчихинский и Халтуринский с/с были упразднены.
6 апреля 1937 года образован Верейский с/с. 31 июля р.п. Ликино-Дулёво был преобразован в город.
14 июля 1938 года был образован р.п. Верея, а Верейский с/с был упразднён.
17 июля 1939 года были упразднены Арининский, Бар-Дубровский, Больше-Дубенский, Васютинский, Головинский, Горочковский, Дубровский, Емельяновский, Ионовский, Килекшинский, Коровинский, Коротковский, Молодинский, Морочковский, Перепечинский, Севостьяновский, Теперковский, Федотовский и Филипповский с/с. 21 августа р.п. Дрезна был преобразован в город. 14 сентября 1939 года Указом Президиума Верховного совета РСФСР города Орехово-Зуево и Покров отнесены к категории городов областного подчинения.
7 февраля 1944 года из Куровского района в Орехово-Зуевский был передан Стенинский с/с. 14 августа в Петушинский район новообразованной Владимирской области были переданы город Покров и сельсоветы Глубоковский, Ивановский, Киржачский, Марковский, Перновский и Слободский.
26 марта 1945 года в Покровский район Владимирской области был передан р.п. Городищи.
14 июня 1954 года были упразднены Войновогородский, Дорофеевский, Дрезненский, Кабановский, Ожерелковский, Саввинский, Стенинский, Фёдоровский и Юркинский с/с. Образован Горбачихинский с/с.
3 июня 1959 года к Орехово-Зуевскому район был присоединён Куровской район (город Куровское; сельсоветы Анциферовский, Беззубовский, Вантиновский, Давыдовский, Заволенский, Запутновский, Ильинский, Красновский, Мальковский, Мининский, Мисцевский, Новинский, Селиваниховский, Соболевский, Степановский, Устьяновский и Хотеичский).
20 августа 1960 года были упразднены Анциферовский, Вантиновский, Заволенский, Запутновский, Мининский, Мисцевский, Степановский и Хотический с/с. Селеваниховский с/с был переименован в Дороховский.
1 февраля 1963 года Орехово-Зуевский район был упразднён, а вместо него был создан Орехово-Зуевский укрупнённый сельский район.
13 января 1965 года Орехово-Зуевский район был восстановлен в прежнем составе (кроме упразднённого в 1963 году Яковлевского с/с). 21 мая Устьяновский с/с был переименован в Абрамовский.
3 февраля 1994 года сельсоветы были преобразованы в сельские округа.
10 января 2003 года р.п. Верея был преобразован в сельский населённый пункт. 11 марта был образован Вереинский с/о.
8 апреля 2004 года были упразднены Абрамовский, Беззубовский, Горбачихинский, Губинский, Дровосецкий, Красновский, Мальковский и Язвищенский с/о.
1 января 2018 года Верейское, Демиховское, Малодубенское сельские поселения Орехово-Зуевского муниципального района упразднены, а их территории переданы в состав городского округа Орехово-Зуево.
10 января 2018 года оставшиеся городские и сельские поселения муниципального района (городские поселения Дрезна, Куровское, Ликино-Дулёво и сельские поселения Белавинское, Горское, Давыдовское, Дороховское, Ильинское, Новинское, Соболевское) также упразднены и объединены в городской округ Ликино-Дулёво, а Орехово-Зуевский муниципальный район таким образом прекратил своё существование.
10 января 2018 года Орехово-Зуевский район был упразднён как административно-территориальная единица области, а вместо него образованы два города областного подчинения Орехово-Зуево и Ликино-Дулёво с административной территорией.
Главой муниципального района до его упразднения был Егоров Борис Владимирович.
С 1 апреля 2019 года городские округа Орехово-Зуево и Ликино-Дулёво (составлявшие до 2018 года город областного подчинения Орехово-Зуево и Орехово-Зуевский муниципальный район) объединяются в Орехово-Зуевский городской округ.

## Население
| 1931     | 1939     | 1959     | 1970     | 1979     | 1989     | 2002     |
| -------- | -------- | -------- | -------- | -------- | -------- | -------- |
| 69 774   | ↗186 328 | ↘135 198 | ↗137 016 | ↘129 168 | ↗132 446 | ↘119 803 |
| 2006     | 2009     | 2010     | 2011     | 2012     | 2013     | 2014     |
| ↗122 136 | ↘115 052 | ↗121 916 | ↘121 707 | →121 707 | ↘120 771 | ↘119 692 |
| 2015     | 2016     | 2017     | 2018     |          |          |          |
| ↘119 043 | ↘118 043 | ↘116 695 | ↘100 332 |          |          |          |

### Урбанизация
В городских условиях (города Дрезна, Куровское и Ликино-Дулёво) проживали  65,82 % населения района на начало 2018 года.

## Территориальное устройство
К 2004 году район включал три города районного подчинения — Ликино-Дулёво, Дрезна и Куровское — и 18 сельских округов:
1. Абрамовский сельский округ
2. Беззубовский сельский округ
3. Белавинский сельский округ
4. Верейский сельский округ
5. Горбачихинский сельский округ
6. Горский сельский округ
7. Губинский сельский округ
8. Давыдовский сельский округ
9. Демиховский сельский округ
10. Дороховский сельский округ
11. Дровосецкий сельский округ
12. Ильинский сельский округ
13. Красновский сельский округ
14. Малодубенский сельский округ
15. Мальковский сельский округ
16. Новинский сельский округ
17. Соболевский сельский округ
18. Язвищенский сельский округ

К 2006 году число сельских округов сократилось до 10-ти: Абрамовский и Беззубовский сельские округа были влиты в Ильинский, Горбачихинский сельский округ — в Горский, Губинский сельский округ — в Белавинский, Дровосецкий сельский округ — в Верейский, Красновский и Мальковский — в Дороховский, Язвищенский сельский округ — в Новинский сельский округ.
С 2006 по 2018 годы в Орехово-Зуевский муниципальный район входило 13 муниципальных образований — 3 городских и 10 сельских поселений:
| №        | Муниципальное образование | Административный центр | Количество населённых пунктов | Население | Площадь, км2 |
| -------- | ------------------------- | ---------------------- | ----------------------------- | --------- | ------------ |
| 1e-06    | Городские поселения:      |                        |                               |           |              |
| 1        | Дрезна                    | город Дрезна           | 1                             | ↘12 206   | 7,36         |
| 2        | Куровское                 | город Куровское        | 1                             | ↗19 890   | 19,57        |
| 3        | Ликино-Дулёво             | город Ликино-Дулёво    | 1                             | ↘33 945   | 17,81        |
| 3.000002 | Сельские поселения:       |                        |                               |           |              |
| 4        | Белавинское               | деревня Савинская      | 25                            | ↘4428     | 295,08       |
| 5        | Верейское                 | посёлок Верея          | 17                            | ↘5815     | 261,96       |
| 6        | Горское                   | деревня Кабаново       | 21                            | ↘4160     | 12,72        |
| 7        | Давыдовское               | деревня Давыдово       | 9                             | ↘11 785   | 96,79        |
| 8        | Демиховское               | деревня Демихово       | 7                             | ↘6646     | 62,08        |
| 9        | Дороховское               | посёлок Авсюнино       | 30                            | ↘8098     | 299,69       |
| 10       | Ильинское                 | село Ильинский Погост  | 28                            | ↘3453     | 188,24       |
| 11       | Малодубенское             | деревня Малая Дубна    | 12                            | ↘2562     | 36,24        |
| 12       | Новинское                 | деревня Новое          | 15                            | ↘4320     | 197,60       |
| 13       | Соболевское               | деревня Соболево       | 10                            | ↘2388     | 148,24       |

### Населённые пункты
В Орехово-Зуевский район к 2018 году входило 177 населённых пунктов, в том числе 3 города и 174 сельских населённых пункта.
| №   | Населённый пункт   | Тип             | Население | бывшее муниципальное образование |
| --- | ------------------ | --------------- | --------- | -------------------------------- |
| 1   | 1-го Мая           | посёлок         | ↗34       | Верейское                        |
| 2   | Абрамовка          | деревня         | ↘472      | Ильинское                        |
| 3   | Авсюнино           | деревня         | ↗416      | Дороховское                      |
| 4   | Авсюнино           | посёлок         | ↗5529     | Дороховское                      |
| 5   | Аксёново           | деревня         | ↗26       | Белавинское                      |
| 6   | Алексеевская       | деревня         | ↘15       | Соболевское                      |
| 7   | Анциферово         | деревня         | ↗451      | Давыдовское                      |
| 8   | Аринино            | деревня         | →2        | Белавинское                      |
| 9   | Асташково          | деревня         | ↗153      | Соболевское                      |
| 10  | Ащерино            | деревня         | ↘41       | Ильинское                        |
| 11  | Барская Гора       | посёлок         | ↘5        | Верейское                        |
| 12  | Барское            | деревня         | ↗96       | Давыдовское                      |
| 13  | Барышово           | деревня         | ↘35       | Ильинское                        |
| 14  | Беззубово          | деревня         | ↘132      | Ильинское                        |
| 15  | Бекетовская        | деревня         | ↘34       | Дороховское                      |
| 16  | Белавино           | деревня         | ↗101      | Белавинское                      |
| 17  | Беливо             | деревня         | ↗51       | Новинское                        |
| 18  | Беливо             | посёлок         | ↘99       | Дороховское                      |
| 19  | Богородское        | село            | ↘364      | Дороховское                      |
| 20  | Большая Дубна      | деревня         | ↘130      | Малодубенское                    |
| 21  | Большое Кишнево    | деревня         | ↘28       | Горское                          |
| 22  | Ботагово           | деревня         | ↘69       | Ильинское                        |
| 23  | Будьково           | деревня         | ↗182      | Верейское                        |
| 24  | Бяльково           | деревня         | ↗83       | Горское                          |
| 25  | Вантино            | деревня         | ↘90       | Ильинское                        |
| 26  | Васютино           | деревня         | ↘42       | Белавинское                      |
| 27  | Велино             | деревня         | ↗148      | Дороховское                      |
| 28  | Верещагино         | деревня         | ↗9        | Дороховское                      |
| 29  | Верея              | посёлок         | ↗2427     | Верейское                        |
| 30  | Вершина            | деревня         | ↗11       | Дороховское                      |
| 31  | Власово            | деревня         | ↘6        | Белавинское                      |
| 32  | Внуково            | деревня         | ↘70       | Ильинское                        |
| 33  | Войново-Гора       | деревня         | ↘317      | Верейское                        |
| 34  | Высоково           | деревня         | ↗127      | Горское                          |
| 35  | Глебово            | деревня         | ↘20       | Новинское                        |
| 36  | Гора               | деревня         | ↘45       | Горское                          |
| 37  | Гора               | деревня         | ↘115      | Давыдовское                      |
| 38  | Горбачиха          | деревня         | ↘65       | Горское                          |
| 39  | Грибчиха           | деревня         | ↗33       | Белавинское                      |
| 40  | Гридино            | деревня         | ↘74       | Горское                          |
| 41  | Губино             | деревня         | ↗3426     | Белавинское                      |
| 42  | Давыдово           | деревня         | ↘10 601   | Давыдовское                      |
| 43  | Давыдовская        | деревня         | ↘12       | Ильинское                        |
| 44  | Демихово           | деревня         | ↗6760     | Демиховское                      |
| 45  | Деревнищи          | деревня         | ↘109      | Дороховское                      |
| 46  | Дорогали Вторые    | посёлок         | ↗4        | Верейское                        |
| 47  | Дорофеево          | деревня         | ↗63       | Белавинское                      |
| 48  | Дорохово           | деревня         | ↘115      | Дороховское                      |
| 49  | Дрезна             | город           | ↘12 206   | Дрезна                           |
| 50  | Дровосеки          | деревня         | ↗365      | Верейское                        |
| 51  | Дуброво            | деревня         | ↘156      | Новинское                        |
| 52  | Дылдино            | деревня         | ↗6        | Дороховское                      |
| 53  | Елизарово          | деревня         | ↘65       | Давыдовское                      |
| 54  | Емельяново         | деревня         | ↘177      | Горское                          |
| 55  | Заволенье          | деревня         | ↘673      | Новинское                        |
| 56  | Загряжская         | деревня         | ↘28       | Новинское                        |
| 57  | Заполицы           | деревня         | ↘237      | Дороховское                      |
| 58  | Запонорье          | деревня         | ↗134      | Давыдовское                      |
| 59  | Запрудино          | деревня         | ↘139      | Новинское                        |
| 60  | Запутное           | деревня         | ↘412      | Дороховское                      |
| 61  | Зворково           | деревня         | ↘141      | Дороховское                      |
| 62  | Зевнево            | деревня         | ↘101      | Ильинское                        |
| 63  | Иванищево          | деревня         | ↘10       | Ильинское                        |
| 64  | Иванцево           | деревня         | ↘15       | Дороховское                      |
| 65  | Игнатово           | деревня         | ↘81       | Ильинское                        |
| 66  | Ильинский Погост   | село            | ↘1611     | Ильинское                        |
| 67  | Ионово             | деревня         | ↗112      | Горское                          |
| 68  | Исаакиевское Озеро | посёлок         | ↗56       | Малодубенское                    |
| 69  | Кабаново           | деревня         | ↘2341     | Горское                          |
| 70  | Кабановская Гора   | посёлок         | ↘25       | Верейское                        |
| 71  | Каменцы            | деревня         | ↗25       | Дороховское                      |
| 72  | Киняево            | деревня         | ↗98       | Горское                          |
| 73  | Понарино           | деревня         | ↘232      | Дороховское                      |
| 74  | Коровино           | деревня         | ↘29       | Горское                          |
| 75  | Коротково          | деревня         | ↘172      | Новинское                        |
| 76  | Костенёво          | деревня         | ↘41       | Ильинское                        |
| 77  | Костино            | деревня         | ↘138      | Давыдовское                      |
| 78  | Красная Дубрава    | деревня         | ↗420      | Демиховское                      |
| 79  | Красное            | деревня         | ↗47       | Дороховское                      |
| 80  | Красное            | село            | ↘24       | Дороховское                      |
| 81  | Крольчатник        | местечко        | ↘68       | Малодубенское                    |
| 82  | Круглово           | деревня         | ↘14       | Ильинское                        |
| 83  | Кудыкино           | деревня         | ↘166      | Горское                          |
| 84  | Куровское          | город           | ↗19 890   | Куровское                        |
| 85  | Лашино             | деревня         | ↗54       | Соболевское                      |
| 86  | Ликино-Дулёво      | город           | ↘33 945   | Ликино-Дулёво                    |
| 87  | Лопаково           | деревня         | ↗90       | Соболевское                      |
| 88  | Лыщиково           | деревня         | ↘2        | Белавинское                      |
| 89  | Ляхово             | деревня         | ↗62       | Давыдовское                      |
| 90  | Максимовская       | деревня         | ↘23       | Ильинское                        |
| 91  | Малая Дубна        | деревня         | ↘1968     | Малодубенское                    |
| 92  | Малиново           | деревня         | ↗120      | Горское                          |
| 93  | Малиновские Луга   | посёлок         | ↘67       | Верейское                        |
| 94  | Малое Кишнево      | деревня         | ↘102      | Горское                          |
| 95  | Мальково           | деревня         | ↘58       | Дороховское                      |
| 96  | Мануйлово          | деревня         | ↗21       | Белавинское                      |
| 97  | Минино             | деревня         | ↘292      | Соболевское                      |
| 98  | Мисцево            | деревня         | ↗369      | Дороховское                      |
| 99  | Мисцево            | посёлок         | ↘530      | Новинское                        |
| 100 | Молоково           | деревня         | ↘59       | Соболевское                      |
| 101 | Мосягино           | деревня         | ↘11       | Ильинское                        |
| 102 | Нажицы             | деревня         | ↗92       | Демиховское                      |
| 103 | Ненилово           | деревня         | ↘14       | Новинское                        |
| 104 | Нестерово          | деревня         | ↗71       | Демиховское                      |
| 105 | Никулино           | деревня         | ↘66       | Малодубенское                    |
| 106 | Новая              | деревня         | →98       | Горское                          |
| 107 | Новое              | деревня         | ↗3242     | Новинское                        |
| 108 | Новое Титово       | деревня         | ↘116      | Дороховское                      |
| 109 | Новониколаевка     | деревня         | ↗33       | Белавинское                      |
| 110 | Ожерелки           | деревня         | ↘96       | Малодубенское                    |
| 111 | Озерецкий          | посёлок         | ↘935      | Верейское                        |
| 112 | Орловка            | посёлок         | ↗13       | Верейское                        |
| 113 | Острово            | деревня         | ↗38       | Горское                          |
| 114 | Пашнево            | деревня         | ↘21       | Белавинское                      |
| 115 | Петрушино          | деревня         | ↘228      | Дороховское                      |
| 116 | Писчёво            | деревня         | ↘0        | Ильинское                        |
| 117 | Пичурино           | деревня         | ↘78       | Ильинское                        |
| 118 | Плотава            | деревня         | ↗36       | Малодубенское                    |
| 119 | Поминово           | деревня         | ↗115      | Ильинское                        |
| 120 | кирпичного завода  | посёлок         | →0        | Белавинское                      |
| 121 | Поточино           | деревня         | ↘46       | Малодубенское                    |
| 122 | Поточино           | посёлок станции | ↘0        | Малодубенское                    |
| 123 | Пригородный        | посёлок         | ↘32       | Малодубенское                    |
| 124 | Приозерье          | посёлок         | ↗221      | Верейское                        |
| 125 | Прокудино          | посёлок         | ↗121      | Верейское                        |
| 126 | Равенская          | деревня         | ↗29       | Дороховское                      |
| 127 | Радованье          | деревня         | ↗13       | Новинское                        |
| 128 | Рудино             | деревня         | ↗75       | Горское                          |
| 129 | Рудне-Никитское    | деревня         | ↗119      | Дороховское                      |
| 130 | Савинская          | деревня         | ↘1587     | Белавинское                      |
| 131 | Савостьяново       | деревня         | ↗432      | Горское                          |
| 132 | Сальково           | деревня         | ↗92       | Горское                          |
| 133 | Селиваниха         | деревня         | ↘182      | Дороховское                      |
| 134 | Сенькино           | деревня         | ↘80       | Ильинское                        |
| 135 | Сермино            | деревня         | ↗15       | Демиховское                      |
| 136 | Слободище          | деревня         | ↘234      | Ильинское                        |
| 137 | Смолёво            | деревня         | ↘243      | Новинское                        |
| 138 | Смолёво            | деревня         | ↗99       | Соболевское                      |
| 139 | Снопок Новый       | посёлок         | ↘962      | Верейское                        |
| 140 | Снопок Старый      | посёлок         | ↗25       | Верейское                        |
| 141 | Соболево           | деревня         | ↘1273     | Соболевское                      |
| 142 | Софряково          | деревня         | ↘4        | Белавинское                      |
| 143 | Старая             | деревня         | ↘90       | Дороховское                      |
| 144 | Старово            | деревня         | ↘88       | Ильинское                        |
| 145 | Старое Титово      | деревня         | ↗171      | Дороховское                      |
| 146 | Старская           | деревня         | ↘20       | Горское                          |
| 147 | Старый Покров      | деревня         | ↗20       | Белавинское                      |
| 148 | Стенино            | деревня         | ↘18       | Новинское                        |
| 149 | Степановка         | деревня         | ↘253      | Ильинское                        |
| 150 | Столбуново         | деревня         | ↘16       | Ильинское                        |
| 151 | Тепёрки            | деревня         | ↗48       | Малодубенское                    |
| 152 | Тереньково         | деревня         | ↗113      | Новинское                        |
| 153 | Тимонино           | деревня         | ↘30       | Белавинское                      |
| 154 | Тополиный          | посёлок         | ↗31       | Верейское                        |
| 155 | Трусово            | деревня         | ↗47       | Малодубенское                    |
| 156 | Устьяново          | деревня         | ↘76       | Ильинское                        |
| 157 | Фёдорово           | деревня         | ↗374      | Демиховское                      |
| 158 | Федотово           | деревня         | ↘30       | Белавинское                      |
| 159 | Филиппово          | деревня         | ↘3        | Белавинское                      |
| 160 | Фокино             | посёлок         | ↘17       | Белавинское                      |
| 161 | Халтурино          | деревня         | ↗22       | Белавинское                      |
| 162 | Хвойный            | посёлок         | ↘35       | Дороховское                      |
| 163 | Хотеичи            | село            | ↘694      | Соболевское                      |
| 164 | Цаплино            | деревня         | ↘168      | Ильинское                        |
| 165 | Чистое             | посёлок         | ↘34       | Белавинское                      |
| 166 | Чистое             | посёлок         | ↘144      | Дороховское                      |
| 167 | Чичёво             | деревня         | ↘11       | Ильинское                        |
| 168 | Чукаево            | деревня         | ↘13       | Белавинское                      |
| 169 | Шевлягино          | посёлок         | ↘57       | Соболевское                      |
| 170 | Щербинино          | деревня         | ↗193      | Демиховское                      |
| 171 | Щетиново           | деревня         | ↘49       | Белавинское                      |
| 172 | Щучье Озеро        | посёлок         | →1        | Верейское                        |
| 173 | Юркино             | деревня         | ↘230      | Горское                          |
| 174 | Юрятино            | деревня         | ↘85       | Ильинское                        |
| 175 | Язвищи             | деревня         | ↘109      | Новинское                        |
| 176 | Яковлево           | деревня         | ↘70       | Белавинское                      |
| 177 | Яковлевская        | деревня         | ↘93       | Давыдовское                      |

## Общая карта
Легенда карты:
|  | 20 000 — 50 000 жителей |
|  | 5 000 — 20 000 жителей  |
|  | 1 000 — 5 000 жителей   |
|  | 500 — 1 000 жителей     |
|  | Менее 500 жителей       |

## Экономика

### Промышленность
Промышленность района была представлена следующими предприятиями:
- Ликинский автобусный завод
- Демиховский машиностроительный завод
- Дрезненская прядильно-ткацкая фабрика[37]
- Дулевский красочный завод[38] - уникальное, единственное в России предприятие, является в настоящее время одним из крупнейших в Европе производителей красок, пигментов, препаратов золота, деколей для фарфора,фаянса, стекла, стройкерамики, эмальпосуды, ювелирных изделий.
- Производственный кооператив «Дулёвский Фарфор» (Дулёвский фарфоровый завод)
- Машиностроительный завод «ТОНАР» — прицепы, самосвалы
- ЗАО «ПФ Коммаш» — коммунальные уборочные машины
- ОАО «ОММЗ» — мачты и башни приборов радиосвязи, бункеры-накопители мусоровозов.
- ОАО «Прибордеталь» — производство весоизмерительной техники
- ЗАО «Подгорная Мануфактура» — двери, мебель, окна
- ООО «Мишлен Русская Компания» — производство шин, колёс [39].
- ООО «Тегола Руфинг Продактс» — производство мягкой кровельной черепицы и гидроизолирующих материалов [40].
- ООО «Импульс-Пласт» — выпуск пластмассовых крупногабаритных изделий [41].

### Сельское хозяйство
В целом сельское хозяйство района имела мясомолочное направление. На территории района действовали 19 предприятий, наиболее стабильные из них: ЗАО «Аграрное», СПК «Гора», ООО «Орехово-Зуево-Молоко», ООО «Страфер», ООО «Фермерское хозяйство „Заволенье“».
За 2006 год:
- Валовое производство молока — 2,6 тыс. тонн. Надой 5,0 тыс. кг молока с фуражной коровы. Реализовано 96 % надоя.
- Поголовье крупного рогатого скота — 1,5 тыс. голов, (на 510 больше 2005 года).
- Общая реализация мяса в живом весе — 302 тонны.
- Инвестиций — 152,0 млн руб.

Действовали страусиная ООО «Страфер» (550 голов, из них 82 нёсушки в 2006) и утиная ЗАО «Малая Дубна» (30000 голов в 2004) фермы.

### Транспорт

#### Автомобильный
Через территорию района проходят федеральные автодороги M7«Волга» и А108, региональные Р105 «Москва—Касимов» и «Москва—Ликино-Дулёво» (Носовихинское шоссе), Р106 Куровское (А108 БМК) — Шатура — Дмитровский Погост (Р105), «Шатурторф—Ликино-Дулёво».
Основной пассажирский перевозчик — Мострансавто (автоколонна № 1793, г. Орехово-Зуево).
Действует автобусная станция Куровское. Расписание автобусов по району.

#### Железнодорожный
Два направления транссибирской магистрали (радиальные направления Московской ЖД):
- «Южное» (Казанское направление МЖД) (станции Куровская и Авсюнино, остановки Анциферово, 73 км, Подосинки, 90 км, 95 км, Заполицы, Запутная). Пассажирскими электропоездами в прямой доступности участок от Москвы до Вековки. У остановочного пункта 90 км размещено крупное моторвагонное депо.
- «Новое» (Горьковское направление МЖД) (станции Дрезна, Орехово-Зуево и Крутое, остановки Кабаново, 87 километр и Воиново). Пассажирскими электропоездами в прямой доступности участок от Москвы до Владимира.

Также с севера на юг район пересекает участок Большого кольца МЖД с железнодорожными узлами на пересечениях с радиальными направлениями — станциями Куровская и Орехово-Зуево. Также на кольце находятся пассажирские станции Поточино, Дулёво, Давыдово, Нерская, Ильинский Погост и остановки 173 км, 178 км, 185 км, Северный блокпост, Депо, Центральный блокпост, 122 км, 32 км. Без пересадок доступен участок от Александрова до ст.Куровская, а от Куровской до Детково.
К югу от города Орехово-Зуево около деревни Кабаново на Большом кольце расположена одна из крупнейших в России и Европе сортировочных станций Орехово (одна из двух на кольце), размещено локомотивное депо.

#### Трубопроводный и электротранспорт
Через западные и южные территории района проложена часть трассы московского внешнего кольцевого газопровода. В северной — отвод от кольца на районный центр и Петушинский район Владимирской области. В районе действуют Ильинская, Ликино-Дулёвская газораспределительные станции.
В северной части района проходит магистраль 2х500кВ ЛЭП Жигулёвская ГЭС — Центр, в юго-западной 220кВ ЛЭП Каширская ГРЭС — Ногинская ПС. Шесть линий от Шатурской ГРЭС проведены в юго-восточной и центральной частях района.

### Энергетика
В районе действуют 44 котельные, из них 33 работающих на газе, 6 жидкотопливных (д. Дуброво, д. Игнатово, д. Язвищи, д. Соболево, Савинское и п. Авсюнино) и 5 угольных (2006).
Полное обеспечение природным газом незавершено поселениями востока и юго-запада (Белавинское, частью Дороховское, Верейское, Соболевское).
Существенную часть потребности района в электроэнергии покрывает Шатурская, а частью Электрогорская ГРЭС и ЕЭС, электроэнергия доступна во всех населённых пунктах района.

## Связь и СМИ
Район полностью охвачен почтовым сообщением ФПС России.
Телефонной связью общего пользования район обеспечивается от Орехово-Зуевского узла электросвязи компании «Ростелеком».
В полном охвате района действуют операторы мобильной связи Билайн, МегаФон и МТС, Tele2.
Доступ в интернет возможен по сетям Ростелеком, мобильных операторов, спутниковым каналам, радиоканалам областных операторов, и городским цифровым сетям.
Район кроме восточной части находится в зоне охвата Останкинских телепередатчиков центральных каналов. В восточной части, кроме федеральных телеканалов, возможен приём Шатурского телеканала «Интеграл», цифрового MMDS теле- и FM радиовещания с Шатурской РТПС.
В Ликино-Дулёво работает телекомпания «Аист», из районного центра вещает городской телеканал.
В посёлке Авсюнино размещён радиоцентр № 7 московской радиосистемы (FM и СВ радиовещание), в д. Яковлево радиоретранслятор.

## Известные уроженцы
- Герой Советского Союза Балякин Леонид Николаевич (1915 — 1981) — родился в деревне Бельково Орехово-Зуевского района, командир сторожевого корабля «Метель», охрана водного района главной базы Тихоокеанского флота, капитан-лейтенант.
- Герой Советского Союза Бажанов Григорий Сергеевич (1918 — 1955) — родился в деревне Большая Дубна, штурман эскадрильи 1-го гвардейского минно-торпедного авиационного полка, 8-й минно-торпедной авиационной дивизии ВВС Балтийского флота гвардии капитан.
- Герой Советского Союза Банцекин Василий Николаевич (1923 — 1943) — родился в деревне Лашино Егорьевского уезда Московской губернии, ныне Орехово-Зуевского района Московской области, телефонист 109-го гвардейского стрелкового полка, 37-я гвардейская Краснознамённая стрелковая дивизия, 19-й стрелковый корпус, 65-я армия, Центральный фронт, гвардии красноармеец. Пропал без вести.
- Герой Советского Союза Беляков Александр Васильевич (1897 — 1982) — родился в деревне Беззубово Ильинской волости Богородского уезда Московской губернии (ныне Орехово-Зуевского района Московской области), флаг-штурман 1-й Армии особого назначения, военинженер 1-го ранга.
- Буров, Иван Иванович (1897 — 1975) — советский военачальник, генерал-лейтенант войск связи. Родился в деревне Киняево.